# Mbonge
Mbonge es un municipio del departamento de Meme de la región del Sudoeste, Camerún. En noviembre de 2005 tenía una población censada de 115 692 habitantes.
Se encuentra ubicado cerca de la frontera con Nigeria y al norte de la ciudad más poblada del país, Duala.